# Альтенберг-бай-Линц
Альтенберг-бай-Линц (нем. Altenberg bei Linz) — ярмарочная коммуна (нем. Marktgemeinde) в Австрии, в федеральной земле Верхняя Австрия.
Входит в состав округа Урфар.  Население составляет 4257 человек (на 31 декабря 2007 года). Занимает площадь 36 км². Официальный код  —  41 602.

## Политическая ситуация
Бургомистр коммуны — Фердинанд Кайнедер (АНП) по результатам выборов 2003 года.
Совет представителей коммуны (нем. Gemeinderat) состоит из 25 мест.
- АНП занимает 16 мест.
- СДПА занимает 8 мест.
- АПС занимает 1 место.